# Ronan O'Gara
Ronan John Ross O'Gara (7. března 1977, San Diego) je bývalý irský ragbista, co hrál jako útoková spojka. V roce 2018 byl jmenován do Světové ragbyové síně slávy.
Za Irsko odehrál 128 zápasů a připsal si 1083 bodů v letech 2000 až 2013. Byl hráčem, co si za Irsko připsal nejvíce bodů v mezinárodních zápasech, než ho na MS 2023 překonal Jonathan Sexton. V roce 2009 se stal vítězem Six Nations. V roce 2005 (60 bodů), 2006 (72 bodů), 2007 (82 bodů) a 2009 (51 bodů) si v zápasech Poháru 6 národů připsal ze všech hráčů nejvíce bodů. V roce 2007 na tomto turnaji společně s Angličanem Robinsonem položil nejvíce pětek (4). Třikrát (2001, 2005, 2009) byl součástí Britských a Irských lvů.
Na klubové profesionální úrovni hrál v letech 1997 až 2013 za irský klub Munster. Vyhrál s ním třikrát (1999 - 2001) irskou ligu a třikrát United Rugby Championship (2003, 2009, 2011). V sezoně 2004/05 zvítězil s klubem v Keltském poháru a dvakrát (2006, 2008) vyhrál Evropský pohár mistrů. V roce 2010 byl zvolen jako nejlepší evropský hráč v období 1995 až 2010. Za Munster si připsal 2625 bodů.
Po konci své kariéry se dal na trénování. Od roku 2013 do roku 2017 byl trenérem obrany klubu Racing 92, kterému pomohl vyhrát francouzskou ligu v sezoně 2015/16. Potom byl dva roky asistentem trenéra u novozélandského týmu Crusadrers, v obou případech byl součástí vítězství v Super Rugby. Od roku 2019 je hlavním koučem francouzského La Rochelle, Vyhrál s ním v sezoně 2021/22 a v následující sezoně Evropský pohár mistrů.
Narodil se v USA irským rodičům a do Irska se s rodinou přestěhoval ve svých šesti měsících. V roce 1999 vystudoval podnikovou ekonomiku. Má pět dětí.